# Lotte Berk
Lotte Berk (geboren am 17. Januar 1913 als Lieselotte Heymansohn in Köln; gestorben am 4. November 2003 in Froxfield, Wiltshire) war eine deutsch-britische Tänzerin und Trainingstheoretikerin. Nach ihrer Flucht aus Deutschland in den 1930er Jahren eröffnete sie in London ein Fitness-Studio und lehrte dort die von ihr selbst entwickelte Lotte Berk Method of Exercise, die international Verbreitung fand.

## Biographie

### Leben in Deutschland
Lotte Berk wurde 1913 als Lieselotte Heymansohn in Köln geboren; ihre Mutter war Deutsche und ihr Vater lettischer Herkunft mit russischer Staatsbürgerschaft; sie hatte eine Schwester. Der wohlhabende Vater, Nicolai Heymansohn, war gelernter Schneider und führte mehrere Geschäfte für Herrenmode. Lotte wurde, in ein russisches Cape gehüllt, in einem sechssitzigen Mercedes durch die Stadt gefahren. Als sie sechs Jahre alt war, starb ihre Mutter in Folge eines Schlaganfalls, „perhaps sowing the seeds of her legendary emotional control and physical willpower“ („was vielleicht den Samen zu ihrer legendären Selbstkontrolle und ihrer körperlichen Willenskraft legte“).
Lotte Heymansohn lernte zunächst elf Jahre lang das Klavierspiel und sollte nach dem Willen des Vaters Konzertpianistin werden. Mit 18 Jahren begann sie eine Tanzausbildung an der Wigman-Schule von Chinita Ullmann, wo sie ihren späteren Ehemann Ernest Berk kennenlernte. 1930 schloss sie ihre Ausbildung mit Diplom ab. Sie trat mit bekannten Ensembles auf, unter anderem in Salzburg sowie als Solistin am Nationaltheater Mannheim. Gemeinsam mit ihrem Mann hatte sie zudem Auftritte als Tanzpaar, oftmals mit der Klavierbegleitung des Pianisten Norbert Schultze. 1931 traten die Eheleute in Programmen des Kölner Kabaretts Kolibri auf.
1933 heirateten Heymansohn und Ernest Berk (1909–1993), und im Jahr darauf wurde die gemeinsame Tochter Esther geboren. Im Jahr ihrer Eheschließung eröffneten die Berks in Köln eine Schule für Gymnastik und Tanz. 1934 wurde Lotte Berk gewarnt, einen geplanten Auftritt im Großen Saal der Bürgergesellschaft wahrzunehmen, da sie als Jüdin ansonsten eine Verhaftung riskiere, so dass ihr Mann allein auftrat. In einem Interview aus dem Jahr 1989 schilderte sie, dass sie hinter den Kulissen gestanden und das Publikum gerufen habe: „Tanz, Lotte, tanz“. Sie sei dann auf die Bühne gegangen, obwohl der Zuschauerraum voller SS-Männer gewesen sei. Sie sei mit Blumen sowie einem Korb mit Lebensmitteln und Hemdchen für ihre kleine Tochter beschenkt worden. Dann hätten die SS-Leute die Bühne gestürmt und „raus, raus“ gebrüllt. „It was the most dramatic evening of my life“, berichtete sie später. Am nächsten Tag wurden Lotte Berks Geld und ihr Pass konfisziert und ihr die Lizenz als Lehrerin entzogen.
Nachdem Ernest Berk verboten worden war, Abschlussdiplome für seine Schüler auszustellen und somit die Schule nicht fortgeführt werden konnte, ging die Familie in Begleitung von Kindermädchen Mimi 1935 nach England, was möglich war, weil er einen englischen Pass besaß. Nach späterer Aussage von Lotte Berk wohnte das Ehepaar zunächst in einem kleinen Zimmer und schlief auf dem Boden, das Kind in einem Koffer und das Kindermädchen im einzigen Bett. 1939 reise Lotte Berk nach Deutschland zurück, um ihren Vater und ihre Schwester zur Ausreise zu bewegen. Ihre Schwester folgte ihr, während ihr Vater zunächst in Köln blieb, später in die Niederlande flüchtete und schließlich gemeinsam mit seiner zweiten Ehefrau nach Auschwitz deportiert und dort am 26. Februar 1943 ermordet wurde.

### Leben in Großbritannien
Lotte Berk arbeitete zunächst als Model an der Heatherley School of Fine Art und später wieder als Tänzerin, unter anderem beim Ballet Rambert und bei den Festivals in Glyndebourne und in Edinburgh. Im Krieg engagierte sie sich für die britische Truppenbetreuung ENSA. Gemeinsam traten Lotte und Ernest Berk mit indischen und chassidischen Tänzen auf und gründeten eine Tanzschule.
In den 1950er Jahren entwickelte Berk, die selbst zunehmend unter Rückenbeschwerden litt, mit der Hilfe eines Osteopathen eine Serie von Gymnastikübungen, die auf ihren Tanzerfahrungen beruhten. Ähnlich wie Pilates oder Yoga sollen diese Übungen bestimmte Körpertraining stärken und gleichzeitig geschmeidig machen, begleitet von Popmusik – eine Novität. 1959 eröffnete sie mit Unterstützung ihrer Freundin, der Psychoanalytikerin Ann Mankowitz und deren Ehemann Wolf Mankowitz in London das Manchester Street Studio for Exercise, ein Übungsstudio für Frauen. Ihren verschiedenen Übungen gab sie ungewöhnliche Namen wie „The Prostitute“ („Die Prostituierte“), „Peeing Dog“ („Pinkelnder Hund“) oder „French Lavatory“ („Französische Toilette“). Unter ihren Kundinnen waren so prominente Frauen wie Joan Collins, Britt Ekland, Barbra Streisand (die allerdings sofort wieder gegangen sein soll), Siân Phillips, Edna O’Brien und Yasmin Le Bon. Diese unterwarfen sich freiwillig den teilweise rigiden Methoden von Berk, die sie mitunter mit einer Reitpeitsche traktiert haben soll, damit sie die richtige Haltung einnahmen.
Unter den Schülerinnen befand sich auch Callan Pinckney, die spätere Erfinderin von Callanetics. Lotte Berks Körperschule wurde zu einem weltweiten Erfolg, mit Ablegern in New York, Mailand, Rom und Zürich, nachdem Berk 1971 die Rechte an ihrer Methode und an ihrem Namen verkauft hatte. Ihre Trainingsmethode wird auch als Barre Method bezeichnet, weil dabei Ballettstangen (barres) zum Einsatz kommen.
Ebenfalls in den 1950er Jahren trennte sich Lotte Berk von ihrem Mann, mit dem sie zuvor schon eine offene Ehe geführt hatte; beide hatten zahlreiche Liebschaften. Sie zog mit dem Einverständnis ihres Mannes mit einem anderen Mann zusammen; Ernest Berk soll davon ausgegangen sein, dass diese Trennung nur zeitweilig sein und seine Frau zu ihm zurückkehren würde. Als sie 50 war, wurde die Ehe jedoch „betont freundschaftlich“ geschieden. Sie heiratete den Antiquitätenhändler Herbert Rieser, die Ehe hielt nur drei Wochen. Berk war mit dem deutsch-britischen Journalisten und Schriftsteller Pem verschwägert, der mit ihrer Schwester Hildegard verheiratet war.
In den Swinging Sixties gehörte sie zu den prominentesten Frauen Großbritanniens. Sie war bekannt für ihre exzentrische Erscheinung, stets in Designerkleidung, mit dem für sie typischen roten Lippenstift geschminkt und mit leiser Stimme sprechend, um ihren deutschen Akzent zu verbergen.
Lotte Berk arbeitete, bis sie über 80 Jahre alt war. Sie starb 2003 im Alter von 90 Jahren in einem Seniorenheim in Froxfield, Wiltshire. Ihre Tochter Esther Fairfax lehrt weiterhin die Lotte Berk Method of Exercise und verfasste eine Biographie über ihre Mutter mit dem Titel My Improper Mother and Me. Sie beschreibt darin ihre Mutter als neurotische Frau, die sich der Schokolade, dem Morphium, Schlaftabletten und Sex verschrieben habe. Sie habe ihre Mutter verehrt, sei aber in ihrer Jugend von dieser emotional vernachlässigt worden. Mit 15 Jahren sei sie von einem Filmproduzenten vergewaltigt worden, und ihre Mutter habe ihr untersagt, Anzeige bei der Polizei zu erstatten, denn „[w]e could all lose our jobs“.

## Publikationen
- Lotte Berk Method of Exercise (with Jean Prince), Quartet Books, 1979. ISBN 978-0-7043-3218-8